# Georgij Beregovoj
Georgij Timofejevič Beregovoj (rusky Георгий Тимофеевич Береговой, ukrajinsky Георгій Тимофійович Береговий / Heorhij Tymofijovyč Berehovyj) (15. dubna 1921 Fjodorovka  v Poltavské oblasti Ukrajinské SSR – 30. června 1995 Moskva) byl sovětský kosmonaut ukrajinského původu.

## Život
Absolvoval luhanské letecké učiliště. Během II. světové války byl ve věku 20 let pilotem bombardovacího letounu, s nímž podnikl 186 bojových letů. Jednou byl sestřelen, zachránil se na padáku. S Rudou armádou se dostal až k osvobození Československa. Po válce absolvoval vojenskou leteckou akademii a v roce 1948 se stal zkušebním pilotem. V roce 1961 získal titul zasloužilého zkušebního letce SSSR a krátce poté požádal o zařazení do výcvikového střediska kosmonautů. Teprve tam se naučil plavat, zvládnout teorii nebeské mechaniky, techniku kosmických lodí i přístrojového vybavení. Nacvičoval pilotáž společného letu obou Sojuzů. Nedosahoval sice tak dobrých výsledků ve výcviku, jako jeho kolegové, byl však protlačován jako válečný veterán. V roce 1968 absolvoval let na jednom z prvních Sojuzů, rok a půl po tragickém úmrtí Komarova na Sojuzu 1.

## Let do vesmíru
Dne 26. října 1968 odstartoval ve svých 47 letech s kosmickou lodí Sojuz 3 k letu trvajícímu téměř 95 hodin a to den po vypuštění bezpilotního Sojuzu 2. Letěl sám. Smysl jeho letu bylo zkoušet automatické a ruční spojení dvou lodí typu Sojuz.. Spojení se mu nezdařilo, protože spotřeboval příliš mnoho paliva a dostal se jen 40 metrů k druhému Sojuuzu. Tento neúspěch nebyl veřejnosti oznámen, oficiálně se měly jen ověřit možnosti přibližovacího manévru.
- Sojuz 3 (26. říjen 1968 – 30. říjen 1968)

## Po letu do kosmu
Po zdánlivě úspěšném absolvování letu dostal obvyklou Hvězdu hrdiny SSSR a byl povýšen do hodnosti generálporučíka letectva SSSR. Do kosmu už nebyl puštěn a stal se náčelníkem střediska J. A. Gagarina pro výcvik kosmonautů. Byl ženatý a měl dvě děti. Zemřel na pooperační komplikace ve věku 74 let.

## Vyznamenání

### Sovětská vyznamenání
- Hrdina Sovětského svazu – 26. října 1944 a 1. listopadu 1968
- Leninův řád – 26. října 1944 a 1. listopadu 1968
- Řád rudého praporu – 26. srpna 1942 a 28. září 1943
- Řád Bohdana Chmelnického III. třídy – 16. dubna 1944
- Řád Alexandra Něvského – 20. října 1943
- Řád vlastenecké války I. třídy – 14. ledna 1945 a 11. března 1985
- Řád rudé hvězdy – 30. dubna 1954 a 22. února 1955
- Řád za službu vlasti v ozbrojených silách III. třídy – 30. dubna 1975
- Medaile Za bojové zásluhy – 20. června 1949
- Medaile za vítězství nad Německem ve Velké vlastenecké válce 1941–1945 – 1945
- Medaile Za dobytí Budapešti – 1945
- Medaile Za dobytí Vídně – 1945

### Zahraniční vyznamenání
- Hrdina Bulharské lidové republiky – 1970
- Řád Georgiho Dimitrova – Bulharsko, 1970
- Medaile 100. výročí pádu osmanského jha – Bulharsko, 1979
- Medaile 100. výročí narození Georgiho Dimitrova – Bulharsko, 1983
- Řád národního hrdiny – Jugoslávie
- Řád praporu Maďarské lidové republiky – Maďarsko, 1985
- Řád rudého praporu s diamanty – Maďarsko,1970
- Řád grunwaldského kříže III. třídy – Polsko
- Řád Tudora Vladimireska V. třídy – Rumunsko